# 88
Het jaar 88 is het 88e jaar in de 1e eeuw volgens de christelijke jaartelling.

## Gebeurtenissen

### Romeinse Rijk
- In Benevento (Campanië) worden voor de Tempel van Isis ter ere van keizer Domitianus, twee Egyptische obelisken opgericht.
- Marcus Fabius Quintilianus, Romeins retoricus, trekt zich terug uit het openbare leven als hoogleraar en pleiter. Hij wijdt zich aan het schrijven van zijn handboek: "Institutio Oratoria".
- Germania Inferior wordt een zelfstandige provincia, met Colonia Claudia Ara Agrippinensium, het latere Keulen, als hoofdstad.

### Godsdienst
- Clemens I (88 - 98) volgt Anacletus I op als de vierde paus van Rome. Hij is een leerling van Petrus, tijdens zijn ambtstermijn wordt het vormsel ingevoerd.

### Balkan
- Het Romeinse leger verslaat de Daciërs in de Eerste Slag bij Tapae. Domitianus sluit een vredesverdrag met koning Decebalus. Hij krijgt geld, handwerklieden en oorlogsmateriaal om de grens (Limes) van het Romeinse Keizerrijk te verdedigen.

### China
- De 9-jarige Han Hedi (88 - 105) volgt zijn vader Han Zhangdi op als keizer van het Chinese Keizerrijk. Weduwe-keizerin Dou treedt op als regentes en regeert met harde hand. Afschaffing van het staatsmonopolie op de winning van ijzererts en zout.

## Overleden
- Han Zhangdi (31), keizer van het Chinese Keizerrijk